# 枪炮的兄弟：叙利亚战争回忆录
《枪炮的兄弟：叙利亚战争回忆录》（英語：Brothers of the Gun: A Memoir of the Syrian War），是马尔万·希沙姆（Marwan Hisham）和莫莉·克拉布艾普尔创作的一本回忆录，围绕着希沙姆在叙利亚内战后的亲身经历展开。书籍的创作源于克拉布艾普尔与希沙姆在社交媒体上的合作。希沙姆在叙利亚被伊斯兰国占领的拉卡秘密拍摄照片并将其传递给克拉布艾普尔。两人通过这些独特的第一手资料及希沙姆的个人经历，共同创作了这部书，以挑战对叙利亚内战的主流叙事，展示叙利亚人的尊严与人性。书中融合了根据克拉布艾普尔创作的82幅插图，力求在不渲染战争血腥的情况下，传达战争的现实。自2018年出版以来，回忆录因其对战争的深刻描绘而获得了广泛赞誉，并在同年入围了美國國家圖書獎的非小说类奖项。

## 背景
克拉布艾普尔最初在Twitter上结识了希沙姆。2014年，在短暂说服希沙姆成为记者后，两人开始合作。克拉布艾普尔在Twitter上采访希沙姆，以了解希沙姆当时所居住的城镇拉卡被伊斯兰国占领下的生活。在拉卡生活时，希沙姆冒着被当作间谍的风险，在城中偷偷拍摄了许多照片传给克拉布艾普尔，这一举动也被希沙姆描述为自己独有的复仇方式。最初，克拉布艾普尔把希沙姆的报道和根据他拍摄的照片改编成的水墨插画发布在《名利场》《纽约时报》和The Intercept等媒体。之后，二人在伊拉克的摩苏尔和叙利亚反对派控制的东阿勒颇继续进行了合作。合作完成了三篇文章之后，在克拉布艾普尔的提议下，两人决定合写一本关于革命和战争的回忆录。谈及创作这本书的原因时，克拉布艾普尔表示，她希望能够提醒世界，叙利亚内战最初是一场充满勇气，创造力和希望来对抗独裁者的革命。而希沙姆亦称，回忆录并不能改变叙利亚的政治现状，但在对巴沙尔·阿萨德政权美化的言论日渐增多的背景下，记录历史，挑战这种美化叙事是他的责任。同时，两人希望借由这本书将叙利亚人描绘成与其他人一样有血有肉的存在，以抵御西方民众对中东地区人民的刻板印象。克拉布艾普尔认为，希沙姆亲身经历了战争，是战地的第一手来源，与许多充满预置意识形态且没有真正的在地体验的美国人截然不同，因此是撰写叙利亚相关书籍的绝佳合作者。

## 创作
希沙姆一开始就决定以英文而非阿拉伯文创作这本书，因为他认为阿拉伯世界更为保守，并且编辑常常会对书的内容进行干预。使用英文创作可以面向更大的读者群，同时这也是他高中以来的梦想之一。但由于英文不是希沙姆的母语，因此他花了很长时间才能把自己的想法写下来。在创作这本书的过程中，克拉布艾普尔与希沙姆通过WhatsApp进行交流。在希沙姆来到土耳其之后，克拉布艾普尔则12次前往土耳其，与希沙姆面对面交流书籍的创作。对于回忆录的内容，克拉布艾普尔认为，美国人对中东不甚了解，因此希望在书中加入更多关于叙利亚的背景知识。但希沙姆认为，他不想将这本书写成一本“叙利亚101”之类的手册，因为背景知识的加入会损害这本书的文学性，如果读者想要了解相关的背景知识，他们可以求助于网络。最终，克拉布艾普尔同意了希沙姆的想法。于是，两人阅读了《侍女的故事》很久，希望能像这本书一样将一个读者不熟悉的地方用非填鸭式的文字介绍给美国读者。此外，希沙姆表示很难对回忆录的内容进行取舍，尤其是对于书中出现的真实人物，如果处理不得当，将会对他们的人身安全造成威胁。
回忆录中的插图由克拉布艾普尔完成，通过钢笔、墨水、丙烯酸颜料等在纸上亲手绘制。其灵感则源于西班牙艺术家弗朗西斯科·戈雅的作品《戰爭的災難》，她认为戈雅通过超现实的视角触及了战争更深层的真相，这是新闻摄影无法做到的。许多插图以希沙姆拍摄的照片为基础，还原了照片中的真实场景（但改变了部分人物的相貌）。而对于一些希沙姆无法拍摄的场景，克拉布艾普尔就根据其它公民拍摄的照片和影片或自己在土耳其拍摄的影像绘制，还有一部分则以希沙姆的回忆为基础，通过对希沙姆的采访和他绘制的草图，甚至希沙姆模仿摆出的造型想象而成。克拉布艾普尔表示，书中的插图并未对战争进行过分血腥的描述。对此，克拉布艾普尔认为，她的艺术不是为了证明战争罪行，如果过多展现战争的惨状，会让人们对更多的轰炸与袭击习以为常。因此，她决定在插图中展现出战争中叙利亚人民的尊严、人性、细微差别、深度和内心世界。最终，克拉布艾普尔一共为这本书创作了82副图片，这一数字是为了致敬《戰爭的災難》中蚀刻版画的数量。

## 内容
《枪炮的兄弟：叙利亚战争回忆录》详细记录了希沙姆在拉卡的生活和对朋友纳尔（Nael）和塔里克（Tareq）的回忆。书籍以三人2011年参加抗议活动为开篇。之后，希沙姆开始回忆起在拉卡贫困社区的童年，在那时他与健谈且充满艺术气质的纳尔熟识并成为发小。十二岁时，他被送到阿勒颇乡下的宗教寄宿学校，在那里对英语产生了兴趣，并随后在阿勒颇大学继续研究英语。纳尔则进入大马士革大学艺术学院，纳尔的弟弟塔里克前往贝鲁特学习阿拉伯文学。阿拉伯之春爆发后，三人回到拉卡投身革命。纳尔在一次抗议中被捕，但很快获释。2013年反叛力量占领拉卡，纳尔加入武装反叛，却在战斗中牺牲。塔里克因兄长之死悲痛，加入萨拉菲派民兵阿赫拉尔沙姆，与阿萨德政权、伊斯兰国和库尔德民兵作战。尽管塔里克与希沙姆观点不同，但他们因对纳尔的爱仍是好朋友。2014年，伊斯兰国控制拉卡，并将其变成事实上的首都。塔里克撤退，希沙姆则留在被伊斯兰国占领的拉卡。他开始在Twitter上用英语发布拉卡消息，冒着危险开始了“秘密新闻”生涯，并与克拉布艾普尔合作，为西方媒体撰写文章。此外，希沙姆还前往被伊斯兰国占领的摩苏尔进行秘密报道。最终，希沙姆因担心人身安全逃往土耳其，并成功落地。

## 发行
在希沙姆来到土耳其之后，希沙姆和克拉布艾普尔开始向许多出版社发出图书提案，并得到了五间出版社的同意。最终他们决定由美国兰登书屋的同一世界出版社（One Wolrd）发行这本书。2018年3月15日，回忆录正式出版。书籍标题中的“兄弟”指的是希沙姆的两个朋友纳尔和塔里克。书籍的封面根据塔里克上传到Instagram的一张照片绘制而成。在封面中，塔里克弹奏一把乐器，但从近处观察，这个乐器其实是一把步枪。

## 反响
回忆录在发行后获得了评论的普遍好评。《基库斯评论》认为，这本回忆录从前线描写了对战争尖锐、热烈的看法，对理解一个国家如何在人们眼前分崩离析做出了重要贡献。印度散文家潘卡·米什拉认为，希沙姆和克拉布艾普尔“绘制了一本充满惊人情感力量和智识深度的书”。美国政治活动家安吉拉·戴维斯表示，这本书“以丰富的私人细节，从一名年轻人的意识中，深刻地捕捉到了叙利亚战前、战后和战争期间的动荡生活”。漫画与图像专家希拉里·查特在《纽约时报》的评论中称赞了书中的插图，称其兼具即时性和质感。《印度教徒報》的斯坦利·约翰尼（Stanly Johny）认为，《枪炮的兄弟：叙利亚战争回忆录》“没有对战争的地缘政治复杂性进行任何分析（……）但这本书向世界讲述了一个无助叙利亚人的故事”。连线网的维什瓦乔蒂·戈什（Vishwajyoti Ghosh）认为，这部回忆录是编织一个尚未完成、尚未被理解传奇故事的英勇尝试。阿卜杜勒拉赫曼·马斯里（Abdulrahman al-Masri）在開羅美國大學全球时事与公共政策学院出版的季刊《开罗全球时事评论》（The Cairo Review of Global Affairs）称赞这本回忆录为了解普通青年人在面对非正义时用不同方式进行改变和抵抗的必读作品，但认为部分不熟悉叙利亚内战时间线的读者可能会对书中的各种事件产生困惑。《图书馆杂志》的卡尔·赫利赫（Karl Helicher）认为，这本书是战时回忆录流派“重要补充”，“将吸引那些对时事和中东历史和政治感兴趣的人”。科琳·蒙多（Colleen Mondor）在美國圖書館協會旗下的《書目雜誌》评论称，“这是一本最强有力的回忆录，保证能让我们不会忘记那些我们从未认识的生命”。
2018年，回忆录进入了美國國家圖書獎非小说奖的入围名单。同年，书籍被《泰晤士报》文学增刊的编辑丹尼尔·特里林加入当年的夏季书选名单中。《纽约时报》亦将这本书评为2018年100本值得关注的书的第59位。